# Kyrkawica
Kyrkawica (cz. Krkavice, 975 m n.p.m., 973 m) – niewybitne wypiętrzenie w głównym grzbiecie Pasma Stożka i Czantorii w Beskidzie Śląskim, między Wielkim Stożkiem a Kiczorami, w miejscu, w którym grzbiet ten zmienia nagle kierunek z równoleżnikowego na południkowy. W kierunku zachodnim odchodzi od niego boczne ramię Groniczka (832 m n.p.m.), obniżające się nad Jabłonków w dolinie Olzy, stok wschodni opada do doliny potoku Łabajów. Przez Kyrkawicę, w linii głównego grzbietu Pasma Stożka i Czantorii, biegnie granica państwowa polsko-czeska.
Intrygująca nazwa pochodzi być może z języka czeskiego, w którym krkavec oznacza kruka (a więc Krkavice = Kyrkawica oznaczałoby miejsce, w którym występują kruki) lub też od słowa „kirkać” z miejscowej gwary, oznaczającego „mierzwić, czochrać, tarmosić” (przez wzgląd na „rozczochrany” kształt góry).
Polska część Kyrkawicy znajduje się w granicach miasta Wisła w województwie śląskim, powiecie cieszyńskim. Na wschodnich stokach Kyrkawicy mają swój początek źródłowe cieki potoku Łabajów, natomiast na zboczach północno-zachodnich (po stronie czeskiej) znajdują się źródła potoku Radwanów.
Na grzbiecie w rejonie Kyrkawicy znajdują się Grzyby Skalne na Kyrkawicy. Są to interesująco uformowane wychodnie skalne z gruboziarnistego piaskowca istebniańskiego. Z polan i młodników na południowo-zachodnich stokach Kyrkawicy rozciągają się widoki na Beskid Morawsko-Śląski z Łysą Górą, na której stoi duża wieża przekaźnika telewizyjnego.

## Szlaki turystyczne
Przez Kyrkawicę biegną polskie szlaki turystyczne na Wielki Stożek: znakowany czerwono odcinek Głównego Szlaku Beskidzkiego z przełęczy Kubalonka oraz znakowany na zielono szlak z Istebnej. Pod Kyrkawicą wchodzi na przecinkę graniczną czeski szlak niebieski z Nawsia oraz polski szlak tego samego koloru z Wisły Głębiec. Tu także koniec polskich żółtych znaków z Kiczor.

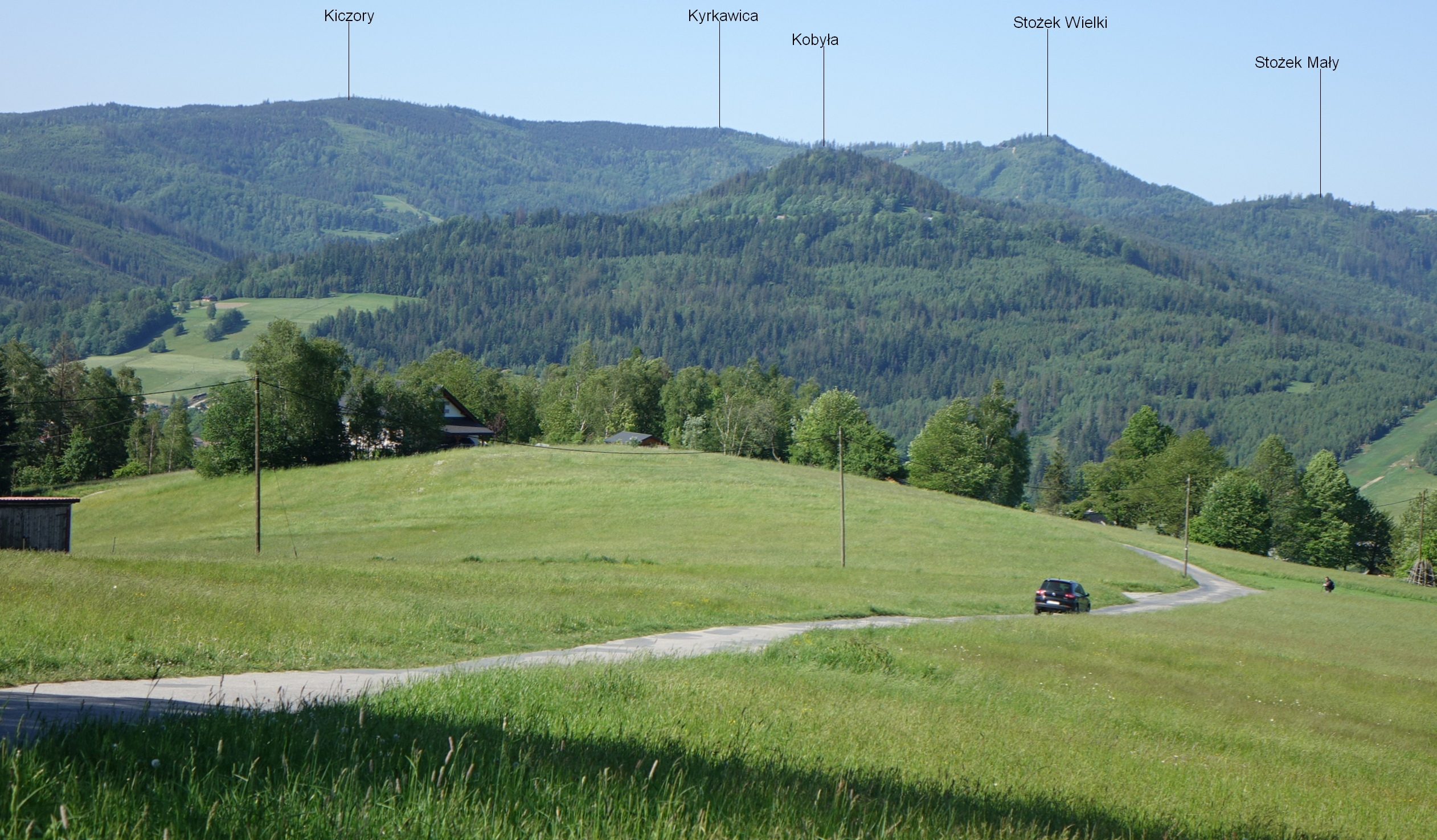
Widok na Kyrkawicę z osiedla Jarzębata w Wiśle
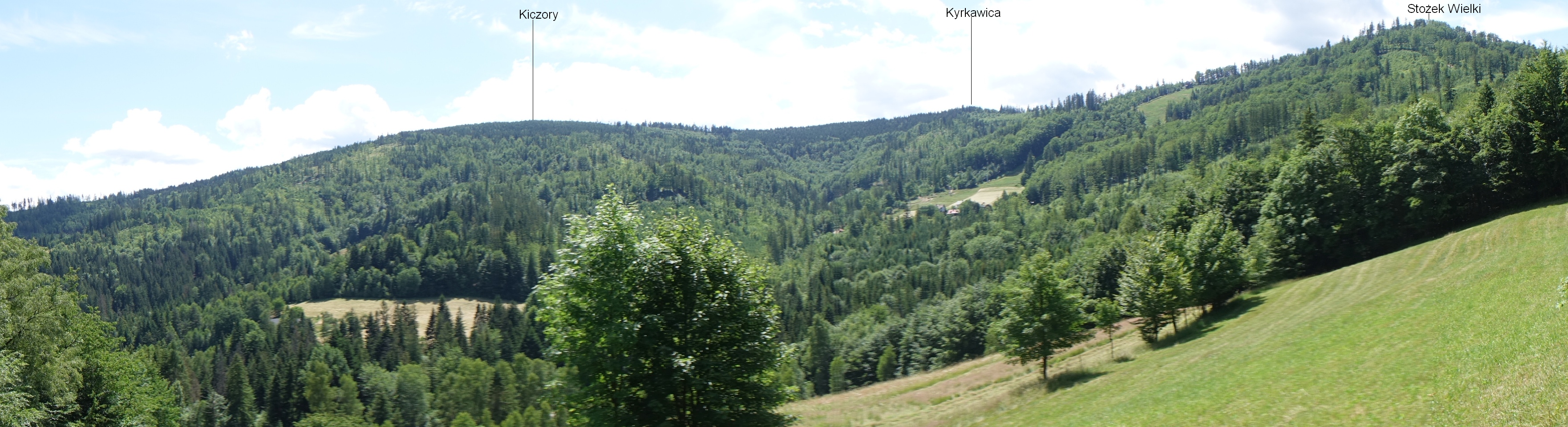
Widok z Łabajowa